# Anouar Tarkhatt
Anouar Tarkhatt (en arabe : أنور طرخات), né le 5 septembre 1997, est un footballeur marocain évoluant au poste de défenseur central à Al-Zawra'a SC.

## Biographie
Le 24 avril 2019, lors du premier tour de Coupe du Trône 2018-2019, Anouar Tarkhatt fait ses débuts avec le FAR de Rabat contre le Wydad de Casablanca, (victoire, 3-1).
Il marque son premier but en professionnel d'une tête sur corner dans le match aller du premier tour dans la Coupe de la confédération 2021-2022 contre les Buffles du Borgou dans une victoire 3-1. Il prend son premier et unique carton rouge le 30 avril 2022 lors du match opposant le Wydad de Casablanca au FAR de Rabat (défaite 3-0) à la suite d'un tacle sur Muaid Ellafi.
Le 14 mai 2022, il remporte la Coupe du Maroc après une victoire de 3-0 au Stade Adrar d'Agadir face au Moghreb de Tetouan.

## Palmarès

### En club
FAR de Rabat
- Coupe du Maroc (1) :
  - Vainqueur : 2022.

## Statistiques

### Statistiques détaillées
| Saison                | Club                  | Championnat           | Championnat | Championnat | Championnat | Coupe(s) nationale(s) | Coupe(s) nationale(s) | Coupe(s) nationale(s) | Compétition(s) continentale(s) | Compétition(s) continentale(s) | Compétition(s) continentale(s) | Compétition(s) continentale(s) | Total | Total | Total |
| Saison                | Club                  | Division              | M.          | B.          | P.d.        | M.                    | B.                    | P.d.                  | Comp.                          | M.                             | B.                             | P.d.                           | M.    | B.    | P.d.  |
| 2018-2019             | Wydad de Fès0         | Botola Pro2           | -           | -           | -           | -                     | -                     | -                     | -                              | -                              | -                              | -                              | 0     | 0     | 0     |
| Sous-total            | Sous-total            | Sous-total            | -           | -           | -           | -                     | -                     | -                     | -                              | -                              | -                              | -                              | 0     | 0     | 0     |
| 2019-2020             | FAR Rabat             | Botola Pro            | 27          | 0           | 1           | 2                     | 0                     | 0                     | -                              | -                              | -                              | -                              | 29    | 0     | 1     |
| 2020-2021             | FAR Rabat             | Botola Pro            | 22          | 0           | 0           | 3                     | 0                     | 0                     | -                              | -                              | -                              | -                              | 25    | 0     | 0     |
| 2021-2022             | FAR Rabat             | Botola Pro            | 20          | 0           | 0           | 1                     | 0                     | 0                     | C2                             | 4                              | 1                              | 0                              | 25    | 1     | 0     |
| Total sur la carrière | Total sur la carrière | Total sur la carrière | 69          | 1           | 1           | 6                     | 0                     | 0                     | -                              | 4                              | 1                              | 0                              | 79    | 2     | 1     |